# Dimero di timina
Un dimero di timina è l'unione di due residui adiacenti di timina all'interno di una molecola di DNA mediante un legame covalente tra carboni C5 e C6 delle due timine. La formazione di tale legame è spesso catalizzata dalle radiazioni UV aventi lunghezza d'onda compresa tra 260nm e 280nm, o dalla presenza di agenti mutageni di natura chimica, come l'etilnitrosourea (ENU).
Si tratta di un tipo specifico di un più generalizzato danno al DNA chiamato dimero di pirimidina che, come suggerisce il nome, avviene tra basi pirimidiniche (come tra due citosine o tra una citosina ed un uracile). 
Il sistema di riparazione del DNA è in grado solitamente di individuare i dimeri di timina grazie alla distorsione che la struttura induce sul filamento duplex di DNA. In molti organismi (esclusi i mammiferi placentati) le fotoliasi sono in grado di riparare il DNA direttamente rompendo il dimero.
Il meccanismo di riparazione nei mammiferi, NER (Nucleotide Exscission Repair), comporta dapprima l'intervento di una elicasi (XPB o XPD) che apre il DNA per un tratto di lunghezza variabile tra i 12 e i 30 nucleotidi, attorno alla lesione. Successivamente la proteina XPA conferma la presenza della lesione legandosi ad essa. Si va a rompere un legame fosfoestere a monte della lesione lasciando un sito 3'OH libero che verrà successivamente usato dalla DNApolimerasi come innesco. In seguito, si lisa anche un legame fosfoestere a valle della lesione, lasciando un 5' libero nel nucleotide che resta nel duplex. Il frammento di DNA a singolo filamento viene ora eliminato, determinando la formazione di un gap sul duplex di DNA. A questo punto la polimerasi utilizza il 3'OH come innesco, per sintetizzare la porzione di filamento mancante, utilizzando il filamento "fratello" come stampo. Il nick finale viene saldato dall'intervento della DNAligasi.